# WRMI
WRMI (Radio Miami International) est une station de radio en ondes courtes émettant principalement en anglais et en espagnol depuis Miami en Floride (États-Unis).
Elle utilise également les émetteurs de TDF à Issoudun pour sa diffusion vers l'Amérique.
WRMI est une station commerciale qui vend du temps d'antenne à des sociétés et à des organisations. Il s'agit notamment d'organisations formées d'exilés cubains et d'organisations religieuses. Elle existe depuis le 14 juin 1994.
WRMI diffuse vers les Caraïbes, l'Asie de l'Est, l'Afrique de l'Est et les Amériques. Nombre de ses programmes sont destinés à Cuba. En 1999, 39 % du courrier reçu à WRMI provenait d'Amérique latine (dont 35 % du total venait de Cuba), 29 % du Canada et des États-Unis, et 23 % d'Europe.